# Gallisches Sonderreich

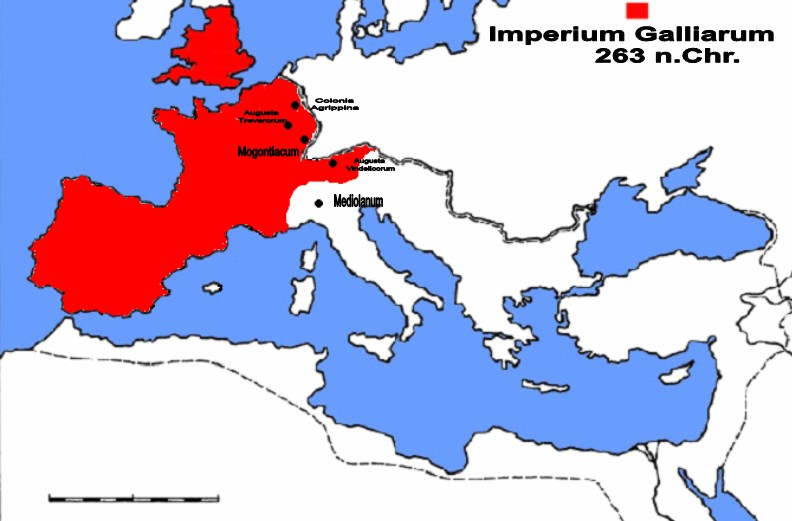
Das Imperium Galliarum zur Zeit seiner größten Ausdehnung

Gallisches Sonderreich oder lateinisch Imperium Galliarum ist die moderne Bezeichnung für das Separat- oder Sonderreich, das in der Zeit der Reichskrise des 3. Jahrhunderts zwischen 260 und 274 auf dem Gebiet der römischen Provinzen von Niedergermanien, Obergermanien, Rätien, Gallien, Britannien und Hispanien bestand.

## Überblick
Manchmal wird dieses Sonderreich auch als gallorömisches Imperium bezeichnet. Obwohl der Beginn des Imperium Galliarum früher oft mit 259 angegeben wurde, wird mittlerweile allgemein angenommen, dass die Usurpation des Postumus, mit der das Sonderreich seinen Anfang nahm, erst im Sommer oder Herbst 260 stattfand. Diese Ansicht hat sich aufgrund der Inschrift des Augsburger Siegesaltars durchgesetzt, aus welcher man das genannte Datum erschließen kann. Wahrscheinlich besteht ein Zusammenhang mit der Niederlage des Kaisers Valerian, der im Frühsommer 260 in persische Gefangenschaft geriet. Das Ansehen seines Sohnes und Mitkaisers Gallienus scheint durch diese Katastrophe stark beschädigt worden zu sein.

## Historischer Ablauf
Die Truppe des Postumus hatte einen mit Beute beladenen fränkischen Plünderungstrupp auf dem Rückweg bei Köln gestellt. Die Beute wurde unter den römischen Soldaten aufgeteilt. Darüber kam es zum Konflikt mit dem legitimen Unterkaiser Saloninus, dem Sohn des Gallienus, und dessen Prätorianerpräfekt Silvanus, die die Beute zugunsten der Staatskasse einforderten. Daraufhin ließ sich Postumus von seinen meuternden Männern zum Augustus ausrufen und belagerte Köln, wohin sich Saloninus und seine Truppen geflüchtet hatten. Die Stadt wurde von Postumus erobert und diente ihm fortan als Regierungssitz. Saloninus und Silvanus wurden gefangen genommen und kurz darauf ermordet.
Bemerkenswert ist, dass Postumus im Anschluss nicht versucht zu haben scheint, die Herrschaft über das gesamte Römische Reich zu erringen, sondern sich auf das westliche Drittel beschränkte. Hier schuf er eine eigene staatliche Infrastruktur: Das Reich hatte seine eigenen Konsuln, deren Namen aber nicht durchgängig überliefert sind (vgl. Liste der römischen Konsuln), und möglicherweise auch einen eigenen Senat. Die Etablierung dieses gallischen Sonderreiches stellte eine direkte Konsequenz aus der zeitweiligen Unfähigkeit der römischen Zentralregierung dar, die Westprovinzen zu befrieden. Tatsächlich konnten die „gallischen Kaiser“ diese Aufgabe weitgehend erfüllen; die Abspaltung gestattet es auch, gewisse Rückschlüsse hinsichtlich des Selbstbewusstseins der nordwestlichen Provinzen zu ziehen. 265 scheiterte ein Versuch des Gallienus, Postumus militärisch zu bezwingen; nur Raetia geriet wieder unter die Kontrolle der Zentralregierung.
Gallienus wurde 268 von seinen eigenen Offizieren ermordet. Im Frühjahr 269 wurde auch Postumus getötet, nachdem er einen Usurpationsversuch in Mainz niedergeschlagen, aber die Plünderung der Stadt untersagt hatte. Danach verlor das Imperium Galliarum an Stabilität. Im Herbst 273 machte sich schließlich der römische Kaiser Aurelian daran, den Westen des Reiches zurückzuerobern, nachdem er im Osten bereits erfolgreich gewesen war. Der letzte Herrscher des geschrumpften gallischen Sonderreiches, Tetricus, zog mit seiner Armee von seiner Residenz Trier (Augusta Treverorum) nach Süden, um auf Aurelian zu treffen, der mit seinem Heer auf dem Weg nach Nordgallien war. Die Entscheidungsschlacht fand im Februar oder März 274 in der Nähe von Châlons-en-Champagne statt. Es ist ungeklärt, ob Tetricus und sein Sohn Tetricus kapitulierten oder vor dem Kampf zu Aurelian überliefen. Ihre Truppen wurden jedenfalls unter hohen Verlusten von Aurelians Armee geschlagen. Tetricus und sein Sohn wurden 274 offenbar im Triumphzug des Aurelian in Rom vorgeführt (so berichtet zumindest die Historia Augusta), ihr Leben aber verschont.
Die Kaiser und Usurpatoren des gallischen Sonderreiches sind in erster Linie durch die Münzen, die sie geprägt haben, bekannt.

## Soziologische Begleiterscheinungen
Im Umland von Köln sind reiche Gräber bekannt geworden, die in die zweite Hälfte des 3. Jahrhunderts datieren. Es handelt sich durchwegs um Frauen, die in Steinsärgen begraben wurden und Beigaben aus Gold, Bernstein und andere außergewöhnliche Objekte erhielten. Die zeitliche und regionale Häufung in der Zeit des Imperium Galliarum wird damit in Zusammenhang gebracht, dass manche Familien (städtische Oberschicht aus Köln, Offiziere) von der neuen politischen Situation profitierten und dies auch bei den Grabausstattungen zeigen wollten.

## Liste der Kaiser des Imperium Galliarum
| Name         | Vollständiger Name                  | Regierungszeit | Anmerkungen                                                                    |
| ------------ | ----------------------------------- | -------------- | ------------------------------------------------------------------------------ |
| Postumus     | Marcus Cassianius Latinius Postumus | 260–269        | beseitigte Saloninus; angeblicher Caesar und Mitkaiser: Postumus II.           |
| Laelianus    | Ulpius Corneli(an)us Laelianus      | 269            | Gegenkaiser in Obergermanien                                                   |
| Marius       | Marcus Aurelius Marius              | 269            | durch Victoria (?)                                                             |
| Victorinus   | Marcus Piavonius Victorinus         | 269–271        | gegen Marius (?); Regentin: Victoria (271); angeblicher Caesar: Victorinus II. |
| Domitianus   | unbekannt                           | 271?           | Gegenkaiser in Nordgallien (?)                                                 |
| Tetricus I.  | Gaius Pius Esuvius Tetricus         | 271–274        | gegen Domitianus (?, durch Victoria); von Aurelian abgesetzt                   |
| Tetricus II. | Gaius Pius Esuvius Tetricus         | 272/73–274     | Unterkaiser seines Vaters Tetricus I.                                          |
| Faustinus    | unbekannt                           | 273/74         | Usurpator in Nordgallien                                                       |

| Farbe | Bedeutung                  |
| ----- | -------------------------- |
|       | Unterkaiser oder Mitregent |
|       | Gegenkaiser                |